# Worcester (Massachusetts)
Worcester  /ˈwʊstər/ é uma cidade localizada no condado de Worcester no estado estadounidense de Massachusetts. Está situada a uns 65 km ao oeste de Boston. No Censo de 2010 tinha uma população de 181 045 habitantes e uma densidade populacional de 1817,71 pessoas por km², e é a segunda maior cidade da Nova Inglaterra, no Nordeste do país, depois de Boston.
Por volta de 1978, Worcester foi cognominada Wormtown ("cidade dos vermes"). O termo, criado no ambiente ligado à música underground e à subcultura punk, teve origem como uma brincadeira do DJ Lenny Saarinen, da WCUW - uma rádio comunitária criada por estudantes da Clark University, em 1973. Segundo Saarinen, que mais tarde adotaria o nome artístico de LB Worm,  Worcester deveria ser chamada “Wormtown”, por ser uma cidade "morta", desprovida de vida artística.

## Geografia
De acordo com o United States Census Bureau, a cidade tem uma área de 99,6 km², onde 96,8 km² estão cobertos por terra e 2,8 km² por água.

## Demografia
Segundo o censo nacional de 2010, a sua população é de 181 045 habitantes e sua densidade populacional é de 1 870,53 hab/km². É a segunda cidade mais populosa de Massachusetts. Possui 74 645 residências, que resulta em uma densidade de 771,22 residências/km².
Worcester é conhecida como uma cidade cultural e demograficamente diversa, com uma enorme população de imigrantes, com significativas comunidades de vietnamitas, brasileiros, albaneses, porto-riquenhos, ganenses, dominicanos e outros. Cerca de 22% da população de Worcester nasceu fora dos Estados Unidos.

## Educação
Tem um grande número de faculdades e universidades, destacando-se:
- Clark University, onde ensinaram Franz Boas, Robert Goddard e Albert A. Michelson. Lá foi fundada a American Psychological Association, por G. Stanley Hall.
- Worcester Polytechnic Institute, considerado pelo US News and World Report, em 2009,  como uma das 100 melhores universidades dos Estados Unidos.[10]
- Holy Cross College, considerado em 2009 pelo US News and World Report como uma das 50 melhores faculdades dos Estados Unidos.
- Assumption College

- Becker College

- The Jesuit College of the Holy Cross

- The Massachusetts College of Pharmacy and Health Sciences

- Quinsigamond Community College

- The University of Massachusetts Medical School

- Worcester State University